# Asteroma betulae
Asteroma betulae är en svampart som beskrevs av Roberge ex Desm. 1843. Asteroma betulae ingår i släktet Asteroma och familjen Gnomoniaceae.   Inga underarter finns listade i Catalogue of Life.